# 馬拉科縣

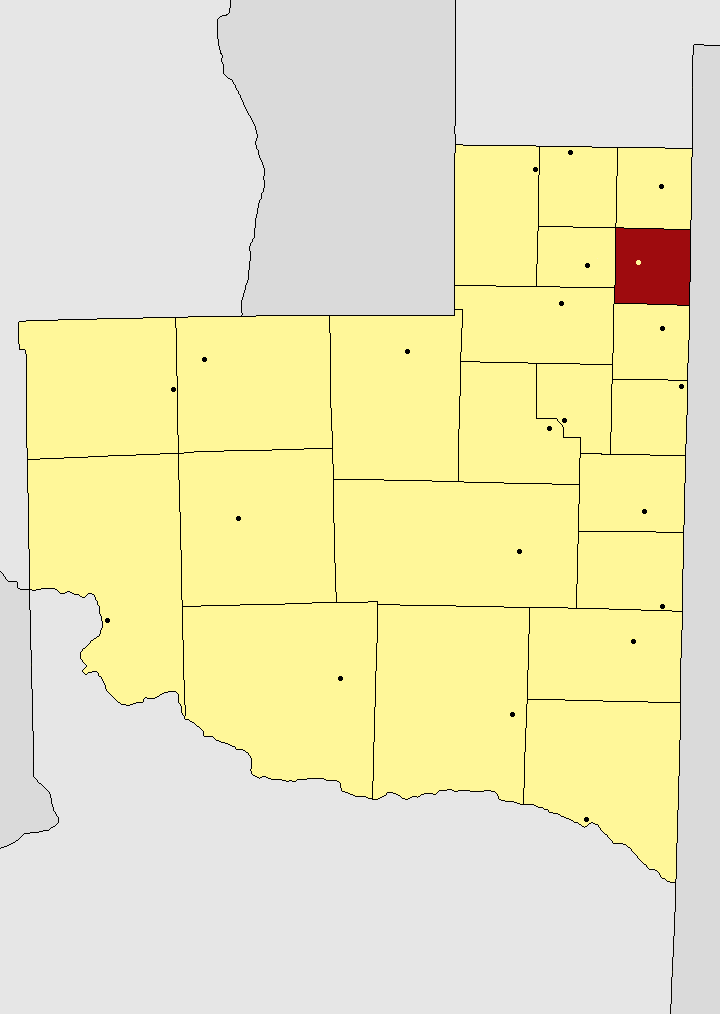

35°39′9″S 63°45′29″W / 35.65250°S 63.75806°W
馬拉科縣（西班牙語：Departamento Maracó），是阿根廷的縣份，位於該國中部拉潘帕省，首府設於皮科將軍鎮，東面是布宜諾斯艾利斯省，面積2,555平方公里，2010年人口59,024，人口密度每平方公里23.1人。